# Tim Flannery
Tim Flannery (Melbourne, 28 januari 1956) is een Australische zoogdierkundige, paleontoloog, milieukundige en milieu-activist vooral op het gebied van klimaatverandering. Zo heeft hij meermaals gepleit voor het onmiddellijk sluiten van alle kolencentrales in Australië.
Flannery was voorzitter van de in 2011 door de Australische regering ingestelde onafhankelijke klimaatcommissie die het grote publiek moet voorzien van deugdelijke informatie over klimaatverandering. In 2007 werd hij gekozen tot de Australiër van het jaar. Tot juli 2013 was hij hoogleraar aan de Macquarie Universiteit in Sydney.

## Biografie
Flannery groeide op in Melbourne. Hij studeerde aan de La Trobe University in die stad en behaalde in 1977 de graad van bachelor in Engelse taal en literatuur en schakelde daarna snel over op studies in de natuurwetenschappen. In 1981 behaalde hij een master (graad) in de aardwetenschappen aan de Monash-universiteit. In 1984 promoveerde hij op een studie aan de evolutie van de Macropodidae (kangoeroes).
Daarna bekleedde hij diverse academische functies. Zo was hij enige tijd hoogleraar aan de 
Universiteit van Adelaide en directeur van het  South Australian Museum in Zuid-Australië. In 1999 was hij een jaar lang verbonden aan de Harvard-universiteit (VS). Verder was hij hoofdonderzoeker aan het  Australian Museum en adviseur van het (federale) Australische parlement over milieukwesties.

## Werk
Flannery ontwikkelde zich aanvankelijk als expert op het gebied van de evolutionaire ontwikkeling van de zoogdieren van Australazië. Reeds tijdens zijn doctoraal studie beschreef hij 29 nieuwe soorten klimbuideldieren, waaronder 11 nieuwe geslachten en drie nieuwe onderfamilies. Hiervoor maakte hij avontuurlijke reizen door slecht toegankelijk gebied in Nieuw-Guinea (inclusief omliggende eilanden) en de Salomonseilanden. In de jaren 1990 schreef hij verschillende boeken over de zoogdieren van die gebieden en ook over zijn reizen door het gebied. Hij ontdekte daarbij 16 nieuwe soorten, vooral soorten vleermuizen (vaak vleerhonden). Een in 2005 ontdekte nieuwe soort apenkopvleermuis Pteralopex flanneryi werd naar hem vernoemd.
De bekende BBC presentator van natuurprogramma's David Attenborough beschreef Flannery als iemand die thuishoort in de eregalerij van grote ontdekkingsreizigers zoals David Livingstone.

## Boeken
- Tim Flannery (1990 – herzien 1995), Mammals of New Guinea, ISBN 0-7301-0411-7
- Tim Flannery (1994), The Future Eaters: An Ecological History of the Australasian Lands and People, ISBN 0-8021-3943-4 ISBN 0-7301-0422-2
- Tim Flannery (1995), Mammals of the South-West Pacific & Moluccan Islands, ISBN 0-7301-0417-6
- Tim Flannery, Roger Martin & Alexandra Szalay. (1996) Tree Kangaroos: a Curious Natural History
- Tim Flannery (1998), Throwim Way Leg: An Adventure, ISBN 1-876485-19-1.[1]
- Tim Flannery (2001), The Eternal Frontier: An Ecological History of North America and its Peoples, ISBN 0-8021-3888-8.[2]
- John A. Long, Michael Archer, Tim Flannery and Suzanne Hand (2002), Prehistoric Mammals of Australia and New Guinea: One Hundred Million Years of Evolution, Johns Hopkins Press, ISBN 978-0-801872-23-5
- Tim Flannery & Peter Schouten (2001), A Gap in Nature, ISBN 1-876485-77-9.[3]
- Tim Flannery & Peter Schouten (2004), Astonishing Animals, ISBN 1-920885-21-8
- Tim Flannery (2005), Country: a continent, a scientist & a kangaroo, ISBN 1-920885-76-5
- Tim Flannery (2005), The Weather Makers: The History & Future Impact of Climate Change, ISBN 1-920885-84-6.[4]
- Tim Flannery (2007), Chasing Kangaroos: A Continent, a Scientist, and a Search for the World's Most Extraordinary Creature, ISBN 978-0-8021-1852-3.
- Tim Flannery (2008), Quarterly Essay, Now or Never: A sustainable future for Australia?.  ISBN 978-1-86395-271-2.
- Tim Flannery (2009), Now or Never: A sustainable future for Australia?. ISBN 978-1-86395-429-7.
- Tim Flannery (2009), Now or Never: Why we need to act now for a sustainable future. ISBN 978-1-55468-604-9.
- Tim Flannery (2010), Here on Earth, ISBN 978-1-921656-66-8.
- Tim Flannery (2011), Among the Islands: Adventures in the Pacific, ISBN 978-1-921758-75-1.
- Tim Flannery (2012), Quarterly Essay, After the Future: Australia's New Extinction Crisis. Melbourne: Black Inc. ISBN 978-1-86395-582-9.
- Tim Flannery (2018), Europe. A Natural history.

### Door hem geredigeerd en ingeleid
- The Birth of Melbourne, ISBN 1-877008-89-3
- The Birth of Sydney, ISBN 1-876485-45-0.[5]
- The Explorers, ISBN 1-876485-22-1.[6]
- Watkin Tench, Watkin Tench's 1788, ISBN 1-875847-27-8
- Terra Australis, Matthew Flinders Great Adventures in the Circumnavigation of Australia, ISBN 1-876485-92-2.
- John Morgan, The Life and Adventures of William Buckley, ISBN 1-877008-20-6
- John Nicol, Life and Adventures: 1776–1801, ISBN 1-875847-41-3
- Joshua Slocum, Sailing Alone Around the World, ISBN 1-877008-57-5

- Bibsys: 6020842
- Biblioteca Nacional de España: XX1532728
- Bibliothèque nationale de France: cb13566426x (data)
- Catàleg d'autoritats de noms i títols de Catalunya: 981058522242606706
- CiNii: DA05127213
- Gemeinsame Normdatei: 123723485
- International Standard Name Identifier: 0000 0000 8148 9979
- Library of Congress Control Number: n85147539
- Nationale Bibliotheek van Letland: 000293762
- Bibliotheek van het Japanse parlement: 01087893
- Nationale Bibliotheek van Tsjechië: mzk2007390692
- Nationale bibliotheek van Australië: 36553999
- Nationale Bibliotheek van Israël: 987007301874105171
- Nederlandse Thesaurus van Auteursnamen: 197057284
- ORCID: 0000-0002-3005-8305
- Réseau des bibliothèques de Suisse occidentale: 02-A003247178
- Istituto Centrale per il Catalogo Unico: MOLV103233
- LIBRIS: 334692
- SNAC: w63f5xdp
- Système universitaire de documentation: 06714022X
- Trove: 635340
- Virtual International Authority File: 69097200
- WorldCat: E39PBJgX7TH47QvKMBT7CMcXVC